# 陸渾
陸渾，又稱陸渾之戎、賁渾戎，中國古代部落，為允姓之戎的分支。陸渾在春秋時，原在秦國活動，後其領土遷至河南一帶，居住於陸渾，成為晉國附庸。在晉楚爭霸的過程中，被晉國消滅，其部落成員分散在楚國及河南，之後消失。

## 歷史
陸渾，源出允姓之戎，居住在陸渾，以此得名。在秦國、晉國的西北一帶活動。
前666年，晉獻公自戎娶二女，小戎子生夷吾，為日後的晉惠公。小戎子為允姓，晉惠公之母可能出於陸渾。晉惠公曾因驪姬之亂出亡秦國，回國即位後，開始將陸渾部落帶往晉國。
前649年，周襄王時代，發生王子帶之亂，陸渾部落也曾參加。
前638年，秦國與晉國將他們遷到河南伊川。
前606年，楚莊王征伐陸渾，至洛陽。周定王派王孫滿前往慰問，楚莊王問九鼎輕重。
前587年，晉國率陸渾等侵宋。
前534年，晉國率陰戎伐周。周景王派詹桓伯責備晉平公，提到陰戎是由晉惠公引進中原。杜預認為，陰戎即陸渾。
晉楚爭霸期間，晉國懷疑陸渾與楚國勾結。前525年八月，晉國荀吳率軍消滅陸渾，其國君（陸渾子）出奔至楚國，其部落逃至甘鹿（今河南嵩縣）。此後對陸渾的記載消失，河南的陸渾縣與陸渾山等等地名源自這個部落，為陸姓的其中一个来源。

## 活動地區
在春秋時期，陸渾戎原居於陸渾，因此得名。其地在秦晉的西北方，約當河套地區，顧頡剛考證約在渭水之南，終南山一帶。晉惠公時代將他們帶往晉國。前638年，秦國與晉國將陸渾部落遷至河南伊川，此地後來也被改稱為陸渾。
在被晉國擊敗之後，其國君出逃至楚國，剩下餘部逃往甘鹿。顧祖禹《方輿紀要》認為甘鹿在今河南宜陽縣東南。據《水經注》，甘水出自鹿蹄山，附近為陸渾舊城，在今河南嵩縣西北。因此甘鹿應是指今河南宜陽、嵩縣一帶。
漢朝初年的陸賈，唐司馬貞引《陳留風俗傳》，認為其先祖可能是陸渾國君。

## 相關人群

### 伊雒之戎與陸渾
當時居住在伊水、洛水一帶的部落被統稱為伊雒之戎。據史記，陸渾也是其中之一。

### 陰戎與陸渾
杜預認為，陰戎即陸渾之戎。晉國將此地帶稱為陰地，因此地居河南山北，故稱陰地。陸渾被稱為陰戎，可能是因為遷至伊川之後，居在陰地，故稱。但在史書記載中，陰戎與陸渾併稱，因此可能是不同的部落。陳槃認為，陸渾戎與陰戎的先祖相同，但因居地不同，而有不同稱呼。

### 九州之戎
杜預認為，九州之戎，即陸渾戎，即陰戎。
學者陳槃與余太山認為在陸渾國被滅之後，一部份部眾被編入九州之戎中，所以九州之戎也被稱為陸渾。陳炫瑋認為，九州之戎為陸渾戎、揚戎、拒戎、泉戎、皋戎、伊雒之戎、姜戎、茅戎與陰戎，九個族群的合稱。

## 族源考證
《後漢書》將陸渾列為西羌之一。
王國維認為，陸渾出自玁狁，為匈奴部族。
若據杜預說法，陸渾起源於敦煌，則陸渾可能是月氏的後代。
據東漢荀濟引用《漢書》記載，稱塞種與陸渾皆為允姓之戎後代。學者楊憲益與饒宗頤等主張陸渾戎為塞種。余太山認為允姓之戎為少昊後裔，後西遷發展為塞種，塞種建立了月氏與貴霜王朝，由於塞種人與吐火羅人同樣皆源自原始印歐人。余太山進一步推測，與允姓之戎相同，其他源自黃帝的氏族，可能皆帶有原始印歐人血統。
中華民國學者劉節考證，允字古字與羌、姜相近，因此允姓之戎即姜姓之戎，皆源於羌族。陸渾雖有源自姜姓與允姓兩種不同說法，但不衝突。中華人民共和國學者冉光榮等人，認為伊洛之戎與陸渾戎等，皆為姜姓之戎，與允姓之戎，皆源自羌族。黃烈等人支持這個說法。
學者何光岳主張陸渾等部落源自東夷。學者林澐認為，西戎人群是由華夏人群分裂出來